# Mihalić Selo
Mihalić Selo – wieś w Chorwacji, w żupanii karlowackiej, w mieście Duga Resa. W 2011 roku liczyła 81 mieszkańców.